# ATPasi trasportante H+ tra due settori
L'ATPasi trasportante H+ tra due settori (o ATP sintasi o ATP sintasi traslocante i protoni, o ATP sintasi FOF1 o FOF1 ATPasi o H+-ATP sintasi di tipo F o Complesso V) è un complesso enzimatico che catalizza la seguente reazione: ATP + H2O + H+interno = ADP + fosfato + H+esterno
Quando la reazione è catalizzata verso sinistra, l'enzima è comunemente chiamato ATP-sintasi ed è responsabile della sintesi di adenosintrifosfato (ATP) dai substrati adenosindifosfato (ADP) e fosfato inorganico sfruttando il gradiente protonico transmembrana generato dalla catena di trasporto degli elettroni.
Negli eucarioti l'enzima è costituito da almeno 16 subunità, alcune in molteplici copie; nei procarioti il numero di subunità è inferiore.

## Struttura e meccanismo d'azione dell'ATP-sintasi
L'ATP-sintasi è una pompa protonica di tipo F costituita da due strutture dette Fo e F1.
F1 è una proteina periferica, Fo una proteina integrale della membrana mitocondriale interna.
La subunità polipeptidica F1 è direttamente responsabile della sintesi di ATP; è costituita da 3 subunità proteiche α e 3 subunità proteiche β, organizzate in dimeri α-β disposte come gli spicchi di un'arancia. Al centro vi è la subunità γ che si collega alla struttura della porzione Fo.

Associate a F1 vi sono altre subunità, δ ed ε.
La subunità polipeptidica Fo attraversa la membrana mitocondriale interna, nel caso degli Eucarioti, o la membrana cellulare, nel caso dei Procarioti. Essa costituisce il canale per il passaggio degli ioni H+ (o protoni), i quali forniscono l'energia necessaria alla sintesi di ATP.

In E. Coli, ad esempio, la porzione Fo è costituita da una subunità a, 2 subunità b e 10 subunità c organizzate queste ultime come un mazzetto di fiammiferi. Il passaggio dei protoni attraverso il canale creato dalla subunità a della Fo determina la rotazione dell'anello c e della subunità γ che, grazie alla sua asimmetria di punta, a sua volta provoca il cambiamento conformazionale contemporaneo dei 3 dimeri α-β e la sintesi di ATP.

Funzionamento dell'ATP sintasi.

Sulla porzione F1 vi sono 3 siti attivi che catalizzano a turno la sintesi di ATP: uno di questi siti si trova in conformazione β-ATP (che lega ATP), un altro in β-ADP e l'ultimo sito in β-vuoto (incapace di legare ATP). La forza motrice protonica provoca la rotazione del peduncolo gamma, che entra in contatto con le subunità β.
Ciò causa una modifica conformazionale cooperativa in cui il sito β-ATP viene convertito in β-vuoto rilasciando ATP; quindi il sito β-vuoto passa in conformazione β-ADP che lega debolmente ADP e gruppo fosfato dal solvente e per ultimo il sito β-ADP viene convertito nella conformazione β-ATP a promuovere la condensazione di ADP e Pi. Ciò che provoca il rilascio di ATP è il contatto tra la subunità γ e la β-ATP trasformandola in β-vuoto.
Questo meccanismo va sotto il nome di catalisi rotazionale.

## Varianti
Esistono varianti dell'enzima presenti nei vacuoli o nelle vescicole ricoperte di clatrina (tipo V, con regioni Vo e V1) e sulla membrana degli Archea (tipo A, con regioni Ao e A1). Pur condividendo gran parte della struttura del tipo F, tali enzimi sono utilizzati come pompe protoniche che consumano ATP per generare un gradiente elettrolitico.